# Velika Kladuša
Velika Kladuša es una ciudad y municipio situados en el extremo noroccidental de Bosnia y Herzegovina, cerca de la frontera con Croacia. La ciudad más próxima es Cazin, y un poco más lejanas, Bihać y Bosanski Novi. Ya en Croacia, no se encuentra muy distante Cetingrado. Administrativamente, es parte del Cantón de Una-Sana, incluido dentro de la Federación de Bosnia y Herzegovina.
El municipio de Velika Kladuša cuenta también con pequeños pueblos como Mala Kladuša, Todorovo, Podzvizd y muchos otros. La ciudad de Velika Kladuša es la capital del municipio y como tal alberga la mayor parte de los servicios de la zona, tales como son hospitales, tiendas y edificios administrativos. 

## Historia
Antes de la Guerra de Bosnia, la ciudad era sede de Agrokomerc, una de las mayores industrias agroalimentarias de la antigua Yugoslavia. La compañía nació a partir de una pequeña granja para terminar empleando a más de 13 000 personas en el momento de mayor producción. Agrokomerc sobrevivió a la guerra, si bien con una capacidad de producción inferior. 
Durante la guerra, la localidad fue capital de la autoproclamada Provincia Autónoma de Bosnia Occidental. Finalizado el conflicto bélico, acogió el campamento de las Fuerzas Armadas Canadienses participantes bajo mandato de la OTAN en las fuerzas de mantenimiento de paz IFOR y SFOR entre 1995 y 2003.

## Localidades
- Bosanska Bojna
- Brda (Velika Kladuša)
- Bukovlje (Velika Kladuša)
- Čaglica
- Čelinja
- Crvarevac
- Dolovi
- Donja Slapnica
- Donja Vidovska
- Elezovići
- Glavica (Velika Kladuša)
- Glinica
- Golubovići
- Gornja Slapnica
- Gornja Vidovska
- Grabovac (Velika Kladuša)
- Gradina (Velika Kladuša)
- Grahovo
- Johovica
- Klupe
- Kudići
- Kumarica
- Mala Kladuša
- Marjanovac
- Miljkovići
- Mrcelji
- Nepeke
- Orčeva Luka
- Podzvizd
- Poljana (Velika Kladuša)
- Polje (Velika Kladuša)
- Ponikve (Velika Kladuša)
- Rajnovac
- Šabići
- Šestanovac
- Šiljkovača (Velika Kladuša)
- Šmrekovac
- Stabandža
- Šumatac
- Todorovo
- Todorovska Slapnica
- Trn
- Trnovi (Velika Kladuša)
- Vejinac
- Vrnograč
- Vrnogračka Slapnica
- Zagrad (Velika Kladuša)
- Zborište

## Demografía
En el año 2009 la población del municipio de Velika Kladuša era de 46 561 habitantes. La superficie del municipio es de 331 kilómetros cuadrados, con lo que la densidad de población era de 140 habitantes por kilómetro cuadrado.

### Ciudad
En 1991 la ciudad de Velika Kladuša contaba con 14.469 residentes, de los cuales:
- 87% Bosníacos
- 5% Serbios
- 4% Croatas
- 2% Yugoslavos
- 2% Otros

### Municipio
| Composición étnica |         |        |           |        |         |       |            |       |       |       |        |  |  |
| Año                | Serbios | %      | Bosníacos | %      | Croatas | %     | Yugoslavos | %     | Otros | %     | Total  |  |  |
| 1961               | 4.489   | 15,34% | 23.585    | 80,59% | 870     | 2,97% | 250        | 0,85% | 73    | 0,25% | 29.267 |  |  |
| 1971               | 2.845   | 7,88%  | 32.110    | 88,99% | 742     | 2,05% | 191        | 0,52% | 191   | 0,52% | 36.079 |  |  |
| 1981               | 2.456   | 5,39%  | 40.238    | 88,39% | 701     | 1,53% | 1.758      | 3,86% | 367   | 0,80% | 45.520 |  |  |
| 1991               | 2.266   | 4,28%  | 48.305    | 91,29% | 740     | 1,39% | 993        | 1,87% | 604   | 1,14% | 52.908 |  |  |
|                    |         |        |           |        |         |       |            |       |       |       |        |  |  |

En 2005, casi todos los habitantes del municipio eran bosníacos.

## Puntos de Interés

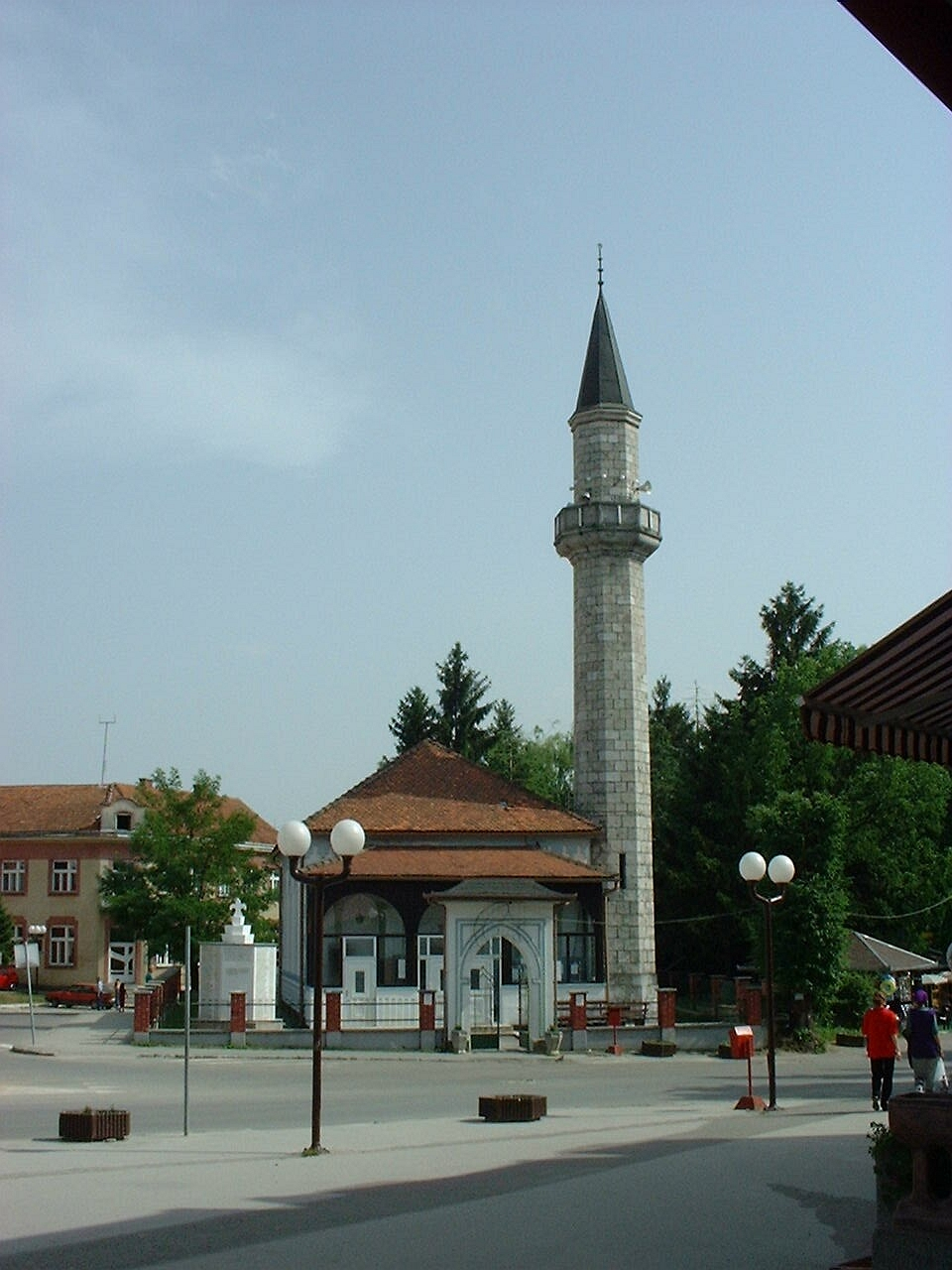
Mezquita en Velika Kladuša.

- Castillo (Stari Grad) de Velika Kladuša.
- El Bazar (Pijaca).
- Estadio Krajsnik.
- Parque Mujo Hrnjica.
- Piscinas de Mala Kladusa.

## Ciudadanos notables
- Fikret Abdić, criminal de guerra convicto y autoproclamado presidente de la "República de Bosnia Occidental".